# Leerwerkbedrijf
Een leerwerkbedrijf is een bedrijf met als primair doel het opleiden van mensen door werk aan te bieden in de praktijk. Leerwerkbedrijven worden vaak gebruikt bij re-integratietrajecten en in combinatie met opleidingen.